# Kreuzigungs- und Grablegungsfenster (Bieuzy)

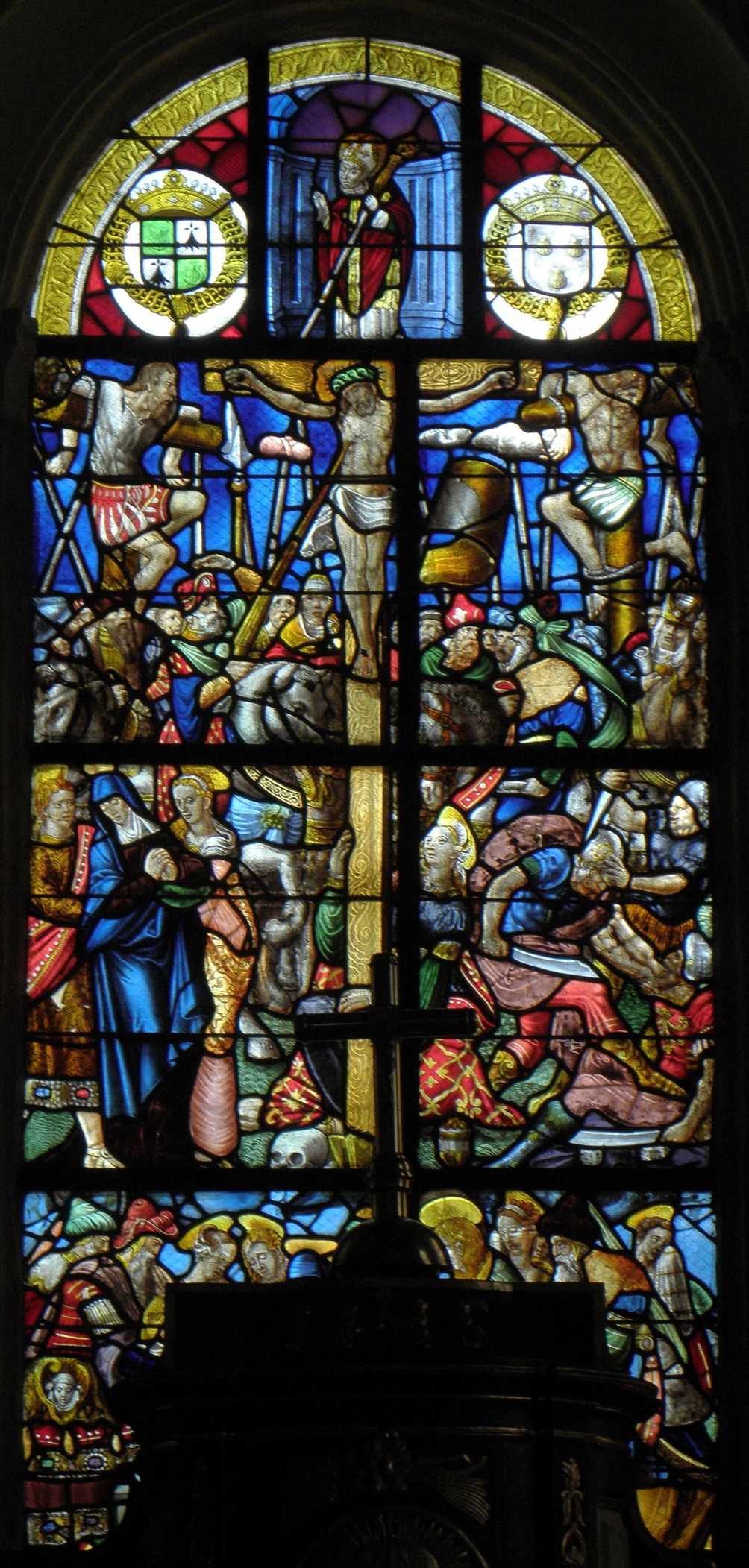
Kreuzigungs- und Grablegungsfenster in Bieuzy

Das Kreuzigungs- und Grablegungsfenster in der katholischen Pfarrkirche Notre-Dame in Bieuzy, einem Ortsteil der 2019 gegründeten französischen Gemeinde Pluméliau-Bieuzy im Département Morbihan in der Region Bretagne, wurde im 16. Jahrhundert geschaffen. Das Bleiglasfenster wurde 1912 als Monument historique in die Liste der geschützten Objekte (Base Palissy) in Frankreich aufgenommen.
Das circa 2,30 Meter hohe und circa 1,50 Meter breite Fenster im Chor wurde von einer unbekannten Werkstatt geschaffen. Es zeigt die Kreuzigung und die Grablegung Christi. 
Neben dem Kreuzigungs- und Grablegungsfenster sind zwei weitere Fenster aus der Zeit der Renaissance in der Kirche erhalten (siehe auch: Passionsfenster (Bieuzy) und Leben Jesu (Bieuzy)).

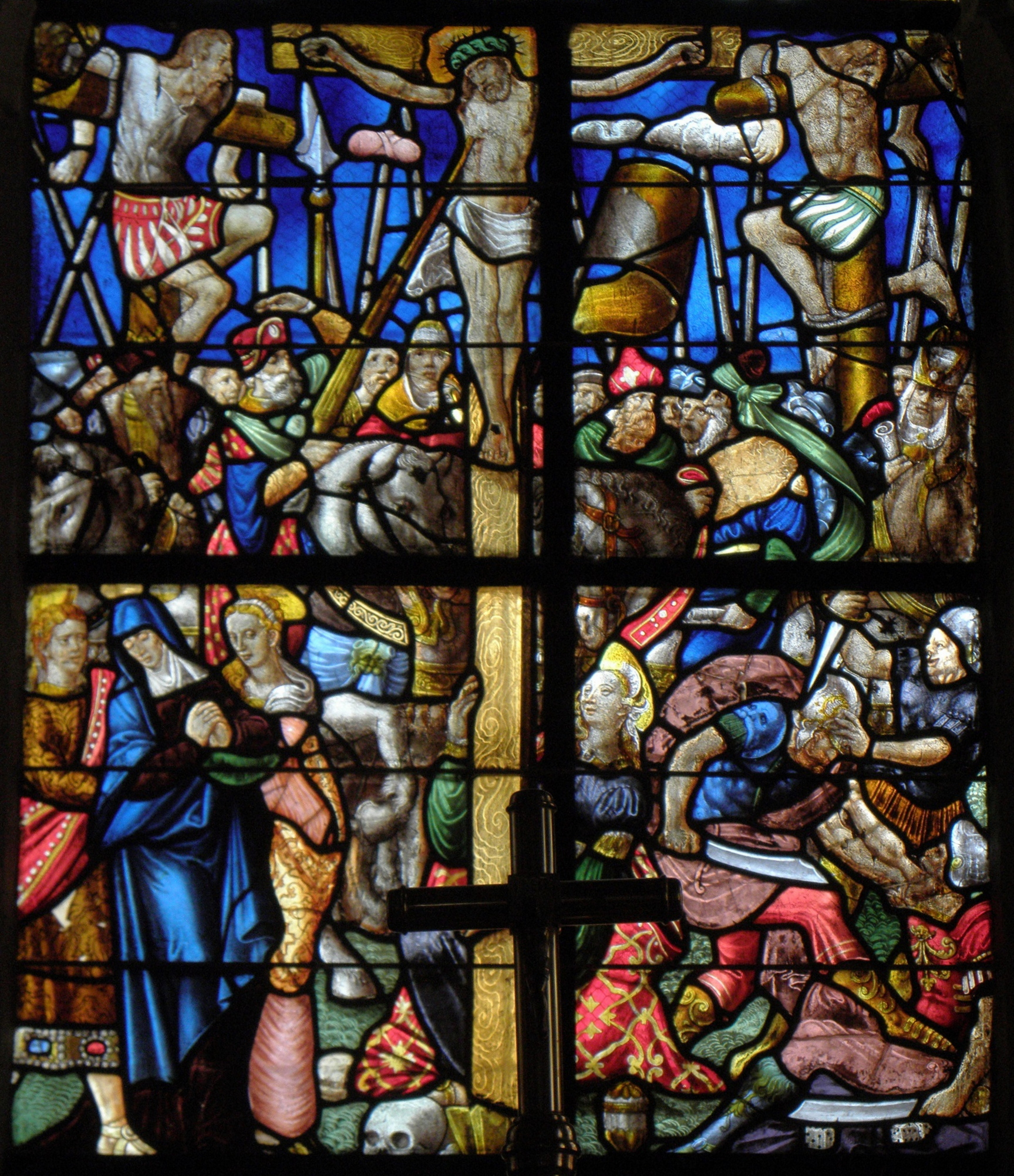
Kreuzigung
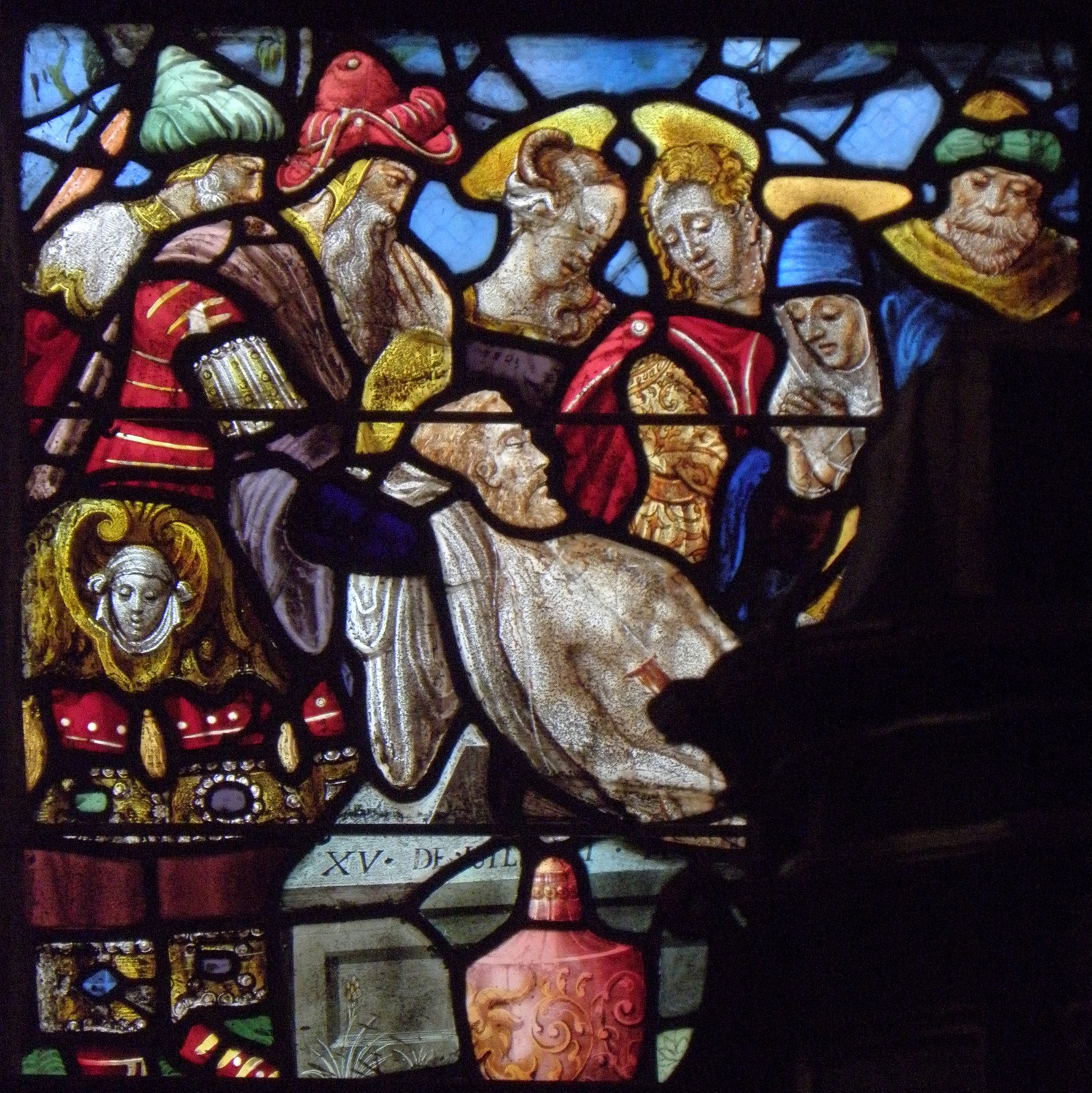
Grablegung Jesu mit Inschrift am Sarkophag: „XVME DE IVILLET“